# Héctor (pel·lícula)
Héctor és una pel·lícula espanyola de l'any 2004 dirigida per Gracia Querejeta. Va ser guardonada amb la Biznaga d'Or a la millor pel·lícula al Festival de Màlaga en la seva edició del 2004 mentre que el seu protagonista principal, Adriana Ozores, va guanyar el premi a la millor interpretació femenina.

## Argument
s'ha quedat orfe de mare. Passa a viure a casa de la seva tia i la seva família, provocant una gran convulsió en ella. Coneix a Gorilo, l'ex xicot de la seva cosina Fany, amb qui connecta ràpidament. Al mateix temps reapareix en la seva vida el seu pare que va arribar presentant-se en una cruïlla: anar-se amb ell o quedar-se en la seva nova llar. Encara que ell passa per moments difícils, ho sap suportar, al final, ell tria anar-se amb el seu pare, però quan està en els serveis de l'aeroport decideix quedar-se en llar, amb el seu oncles i cosina...

## Repartiment
- Adriana Ozores - Tere
- Nilo Mur - Héctor
- Unax Ugalde - Gorilo
- Núria Gago - Fany
- Joaquín Climent - Juan
- Pepo Oliva - Tomás
- José Luis García Pérez - Ángel
- Elia Galera - Sofía

## Premis i nominacions
Medalles del Cercle d'Escriptors Cinematogràfics
- Millor pel·lícula
- Millor director, Gracia Querejeta..
- Millor actriu, Adriana Ozores
- Millor guió original, David Planell i Gràcia Querejeta
- Millor muntatge, Nacho Ruiz Capillas
- Millor música, Ángel Illarramendi

Nominacions als Premis Goya (no va obtenir premi)
- Millor actor revelació (Nilo Mur)
- Millor actriu revelació (Núria Gago)
- Millor actor (Unax Ugalde)
- Millor música original (Ángel Illarramendi)

XIV Premis de la Unión de Actores
- Millor actriu protagonista (Adriana Ozores)